# Princezna Chentkaus

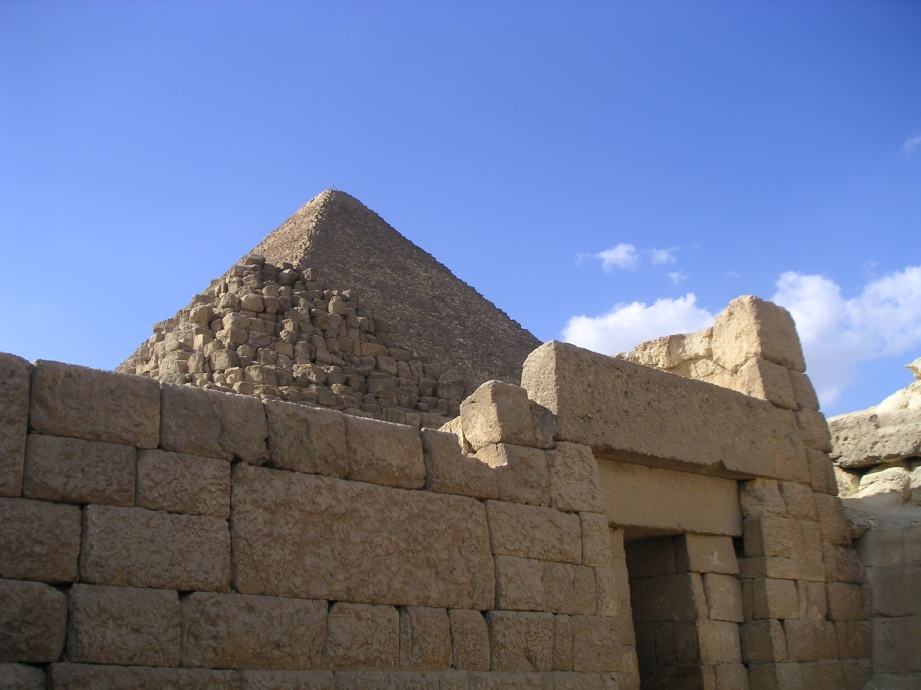
Mastaba G 7150

Chentkaus byla egyptská princezna. Žila během 4. a 5. dynastie. Její rodiče nejsou známí, ale jelikož nosila titul „Dcera krále jeho těla“, byl její otec pravděpodobně králem. Možná faraon Rachef. Další faraon Menkaure měl dceru Chentkaus I. Princezna Chentkaus byla tedy možná dcerou Rachefa a tetou Chentkaus I.
Chentkaus si vzala prince Chufuchafa II. Měla s ním dva syny – Chaf-Chufu a Sety-Ptah. Chentkaus byla pohřbena se svým manželem v hrobce G 7150 v Gíze.